# Gulf Port (Illinois)
Gulf Port es una villa ubicada en el condado de Henderson en el estado estadounidense de Illinois. En el Censo de 2010 tenía una población de 54 habitantes y una densidad poblacional de 8,62 personas por km².

## Geografía
Gulf Port se encuentra ubicada en las coordenadas 40°48′8″N 91°4′56″O / 40.80222, -91.08222. Según la Oficina del Censo de los Estados Unidos, Gulf Port tiene una superficie total de 6.27 km², de la cual 3.87 km² corresponden a tierra firme y (38.18%) 2.39 km² es agua.

## Demografía
Según el censo de 2010, había 54 personas residiendo en Gulf Port. La densidad de población era de 8,62 hab./km². De los 54 habitantes, Gulf Port estaba compuesto por el 98.15% blancos, el 1.85% eran afroamericanos, el 0% eran amerindios, el 0% eran asiáticos, el 0% eran isleños del Pacífico, el 0% eran de otras razas y el 0% pertenecían a dos o más razas. Del total de la población el 0% eran hispanos o latinos de cualquier raza.